# Rybarzowice (Buczkowice)

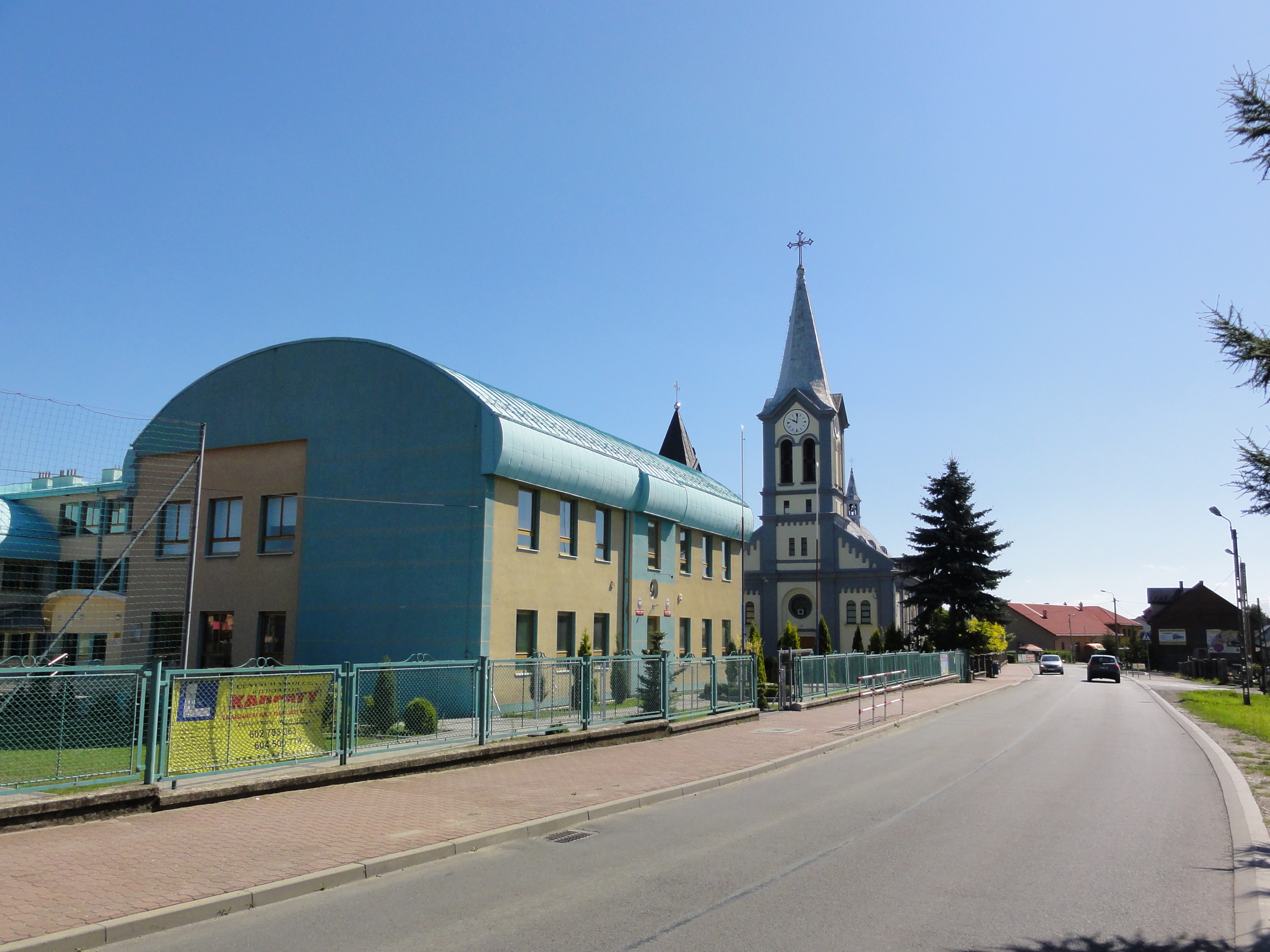
Ortsmitte

Rybarzowice (deutsch Fischersdorf) ist eine Ortschaft mit einem Schulzenamt der Gemeinde Buczkowice im Powiat Bielski der Woiwodschaft Schlesien in Polen.

## Geographie
Rybarzowice liegt im Saybuscher Becken an der Żylica.
Das Dorf hat eine Fläche von 838 ha.
Die Nachbarorte sind Buczkowice im Westen, Wilkowice im Norden, Łodygowice im Osten sowie Godziszka und Kalna im Süden.

## Geschichte
Der Ort wurde am frühesten im späten Mittelalter gegründet, etwa nach der Gründung des benachbarten Dorfes Łodygowice. Es wurde im Wehrpflichtregister des Kreises Schlesien aus dem Jahr 1581 erstmals urkundlich als Ribarzowice, ein Dorf der Pfarrei in Radziechowy unterstehende, erwähnt. Es gehörte damals zum Land Saybusch. 1592 wurde es auch als Fischendorf (siehe auch Bielitz-Bialaer Sprachinsel) erwähnt. Seit 1618 gehörte es zur Herrschaft Łodygowice. Im Jahr 1630 hatte das Dorf 252 Bauern.
Bei der Ersten Teilung Polens kam Rybarzowice 1772 zum neuen Königreich Galizien und Lodomerien des habsburgischen Kaiserreichs (ab 1804). Ab 1782 gehörte es dem Myslenicer Kreis (1819 mit dem Sitz in Wadowice). Nach der Aufhebung der Patrimonialherrschaften bildete es ab 1850 eine Gemeinde im Bezirk und Gerichtsbezirk Biała.
1918, nach dem Ende des Ersten Weltkriegs und dem Zusammenbruch der k.u.k. Monarchie, kam Rybarzowice zu Polen. Unterbrochen wurde dies nur durch die Besetzung Polens durch die Wehrmacht im Zweiten Weltkrieg. Es gehörte dann zum Landkreis Bielitz im Regierungsbezirk Kattowitz in der Provinz Schlesien (seit 1941 Provinz Oberschlesien).
Von 1975 bis 1998 gehörte Rybarzowice zur Woiwodschaft Bielsko-Biała.

## Persönlichkeiten
- Ludwik Dobija (1873–1944), polnischer Politiker, Abgeordneter des Österreichischen Abgeordnetenhauses und Sejms